# Големите четири (одит)
Големите четири или Голямата четворка в одита са четири международни компании, специализирани в извършването на одитни услуги и обслужващи голяма част от публично търгуваните компании, както и много частни компании. В миналото групата от одиторски фирми е била известна като Големите осем, но след 1989 г. броят им намалява след поредица сливания помежду им. Одиторските фирми намаляват с още една, когато през юли 1998 г. Price Waterhouse се слива с Coopers & Lybrand (PricewaterhouseCoopers). След фалита на американската компания Enron, заверен от Артър Андерсън, одиторската фирма е подведена под отговорност за унищожаване документи. Това води до края на фирмата, като повечето и местни структури по света се продават на фирми от Голямата четворка, и най-вече на Ernst & Young. През 2002 година в отговор на това е одобрен законопроект, който предвижда стриктни правила за бизнеса и одиторите.
Фирмите от голямата четворка са изброени по-долу с техните последно публикувани данни:
| Фирма                    | Приходи     | Персонал |
| ------------------------ | ----------- | -------- |
| PricewaterhouseCoopers   | $25,2 млрд. | 146 700  |
| Deloitte Touche Tohmatsu | $23,1 млрд. | 150 000  |
| Ernst & Young            | $18,4 млрд. | 114 000  |
| KPMG                     | $16,9 млрд. | 113 000  |

### Големите осем (1970-1989)
В интервала от 1970 до 1989 г. осем одиторски фирми са доминирали над останалите. Големите осем са резултат от по-ранни сливания.
1. Arthur Andersen;
2. Arthur Young & Company;
3. Coopers & Lybrand;
4. Ernst & Whinney, по-рано Ernst & Ernst;
5. Haskins & Sells, слива се с Deloitte Plender Griffiths, за да се получи Deloitte, Haskins and Sells;
6. KPMG, формирана чрез сливането на Peat Marwick International и KMG Group;
7. Price Waterhouse;
8. Touche Ross.

### Сливания между одиторски фирми
- Arthur Andersen
  - развита от Andersen, Delany
- Ernst & Young
  - Arthur Young
  - Ernst & Whinney
    - Ernst & Ernst
    - Whinney, Smith & Whinney
- PricewaterhouseCoopers
  - Coopers & Lybrand
  - Price Waterhouse
- Deloitte Touche Tohmatsu
  - Deloitte & Touche
    - Deloitte Haskins & Sells
      - Deloitte Plender Griffiths (UK)
      - Haskins & Sells

    - Touche Ross
      - Touche, Ross, Bailey & Smart
        - Ross, Touche
        - George A. Touche
        - Touche, Niven, Bailey & Smart
          - Touche Niven
          - Bailey
          - A. R. Smart

  - Tohmatsu & Co.
- KPMG
  - Peat Marwick
    - William Barclay Peat
    - Marwick Mitchell

  - KMG
    - Klynveld Main Goerdeler
      - Klynveld Kraayenhof
      - McLintock Main Lafrentz

    - Deutsche Treuhand Gesellschaft